# Prosopométamorphopsie
Ne doit pas être confondu avec Prosopagnosie.
 Mise en garde médicale
La prosopométamorphopsie, parfois abrégée, notamment de l'anglais prosopometamorphopsia, en PMO, est un trouble neurologique rare (avec environ 75 cas décrits, mais sans doute plus commune) qui entraîne une perception déformée des visages. Les personnes qui en sont atteintes perçoivent les visages entiers comme étirés, coulants, parcourus de sillons, ayant des places ou des dimensions inhabituelles, ou en perçoivent des parties sujettes à ces déformations, et/ou manquantes, dupliquées... Elles décrivent souvent les visages qu'elles voient comme effrayants et démoniaques, ce qui fait que leur affection est familièrement nommée la maladie des visages démons. Ce trouble est distinct de la prosopagnosie, difficulté à identifier les visages qui n'implique pas de distorsion de leur apparence perçue. Il peut cependant compliquer la reconnaissance des visages, mais celle-ci reste opérante dans la plus grande majorité des cas documentés, les gens arrivant toujours à distinguer les aspects faciaux les uns des autres. Une étude menée sur des sujets sains qui devaient distinguer des visages représentés de manière distordue conclut que la distance entre les deux têtes joue un rôle important dans l'opération. Une autre étude a permis grâce aux commentaires d'un patient de modéliser des visualisations de ce que perçoivent les sujets. Cette étude a aussi conclu que la vision des visages à travers des filtres colorés modifiait la distorsion, diminuée par les verts et intensifiée par les rouges, suggérant qu'une piste thérapeutique en cas de prosopométamorphopsie était de soulager les symptômes avec des lunettes à filtres verts, et aussi que la perception des visages et la capacité à les reconnaître étaient, dans la population générale, modifiées par les éléments chromatiques.
Contrairement à la prosopagnosie, ce trouble semble être systématiquement acquis, à la suite d'un problème cérébral plus général. Mais la distorsion visuelle n'affecte que les visages, y compris, presque toujours, les représentations de visages sur papier ou écran, même celles qui visent à illustrer cette déformation, et aussi son propre visage. Le problème peut concerner l'ensemble du visage (dans environ la moitié des cas, c'est ce que les patients décrivent) ou un seul côté (hémiprosopométamorphopsie) par exemple. Les causes identifiées sont notamment l'infarctus cérébral, l'accident vasculaire cérébral, la tumeur du cerveau, les blessures à la tête et les complications d'opérations chirurgicales. Dans près d'un quart des cas, aucune anomalie cérébrale structurelle n'apparaît à l'examen, mais le patient a une affection comme une migraine, une épilepsie ou encore un trouble psychiatrique comme une schizophrénie. Dans la majorité des cas, parfois même si la condition qui en est à l'origine n'est pas guérie voire guérissable, la prosopométamorphopsie semble finir par disparaître, au contraire des troubles de l'identification des visages, grâce à un traitement visant la cause sous-jacente (antiépileptique, ablation de la tumeur cérébrale) ou plus rarement de façon spontanée. Le temps de rétablissement est typiquement de quelques jours à semaines, mais peut varier de quelques heures à plusieurs années. Durant la maladie, la personne atteinte, y compris avec des désordres psychiatriques, a conscience du problème et ne semble penser dans aucun cas décrit que c'est l'extérieur qui a réellement changé.
Une hypothèse avance que des artistes qui ont représenté des visages très déformés, comme les peintres Pablo Picasso ou Francis Bacon, y étaient peut-être sujets.